# Rijcken
Rijcken, ook: Pels Rijcken, is een Nederlands patriciaatsgeslacht uit het Brabantse Oudenbosch. Deze familie bracht leden voort die bestuurder, jurist en militair werden.

## Geschiedenis
De stamreeks begint met Cornelis Rijcken die in 1659 burgemeester van Oudenbosch was, ook volgende generaties speelden een rol in het gemeentebestuur. Zijn achterkleinzoon Johannes Adrianus Rijcken (1750-1821) was schout in Princenhage en gemeenteraadslid in Breda. Hij trouwde in 1781 in eerste echt met Sara Clara Pels (1752-1798). Hun zoon werd met de voornamen 'Christiaan Pels' gedoopt. Vanaf de 19e eeuw werd door hem en zijn nazaten de dubbele geslachtsnaam Pels Rijcken gevoerd, zonder dat een officiële naamswijziging had plaatsgevonden.
De familie werd in 1913 opgenomen in het genealogische naslagwerk Nederland's Patriciaat. Een van de nakomelingen, mr. L.D. Pels Rijcken, was in 1969 met mr. E. Droogleever Fortuijn naamgever van het advocatenkantoor, dat nu nog alleen Pels Rijcken heet.

## Enkele telgen
- Cornelis Rijcken, in 1659 burgemeester van Oudenbosch
  -  Cornelis Rijcken († 1752), burgemeester van Oudenbosch
    -  Christiaan François Rijcken (1716-1758), burgemeester van de Hoeven
      -  Johannes Adrianus Rijcken (1750-1821), gemeenteraadslid van Breda; trouwde in 1781 in eerste echt met Sara Clara Pels
        -  Christiaan Pels Rijcken (1781-1855), wethouder van Breda
          -  Gerhard Christiaan Coenraad Pels Rijcken (1810-1889), minister van Marine
            -  Christiaan Pels Rijcken (1851-1933), zee-officier en oprichter en directeur van de Arnhemsche en Ooster-Tramweg maatschappij
              -  Charles Catharinus Pels Rijcken (1878-1955), kolonel der artillerie; trouwde in 1924 met jkvr. Elisabeth Bicker (1895-1983), koper,  eigenaar en bewoner van Lockhorst, telg uit het regentengeslacht Bicker

          -  Mr. François Marinus Christiaan Pels Rijcken (1817-1884), jurist in de koloniën, burgemeester van Arnhem
            -  Maria Catharina Christina Pels Rijcken (1852-1882), trouwde in 1881 met jhr. mr. Theodorus Helenus Franciscus van Riemsdijk (1848-1923), algemeen rijksarchivaris
            -  Arnoldine Adriana Diederica Pels Rijcken (1854-1935), trouwde in 1898 met Arthur Kool (1841-1914), minister van Oorlog
            -  mr. Frans Eduard Pels Rijcken (1861-1947), advocaat te Breda en procureur
              -  mr. Leonard Dirk Pels Rijcken (1907-1994), advocaat te Den Haag, medegrondlegger van het kantoor Pels Rijcken & Droogleever Fortuijn

Geslachten die opgenomen zijn in het sinds 1910 verschijnende genealogische naslagwerk Nederland's Patriciaat. Lijst volgens opgave van het CBG Centrum voor familiegeschiedenis.
A · B · C · D · E · F · G · H · I · J · K · L · M · N · O · P · Q · R · S · T · U · V · W · Y · Z